# Arma 3: Contact
ArmA 3: Contact je datadisk k české počítačové hře ArmA 3. Přidává do hry novou kampaň, nové jednotky, mise a terén Livonia. Contact vyšel 25. července 2019. Na rozdíl od hlavní hry je Contact o prvním setkání lidstva s mimozemšťany.

## Příběh
Hlavním hrdinou je operátor dronů Aiden Rudwell, který se účastní cvičení NATO v Livonii. V průběhu cvičení se však nad Livonií objeví mimozemská vesmírná loď a Rudwell je vyslán mimozemšťany vyšetřovat.

## Zasazení
Livonia je hlavním zasazením datadisku. Jedná se o východoevropský terén vymodelovaný podle části Polska. Jedná se o vnitrozemský terén, jehož severní částí protéká řeka. Kolem řeky je řada vesnic a měst. Jižní část je více zalesněná a plná vojenských objektů.